# Leptothorax sordidulus
Leptothorax sordidulus är en myrart som beskrevs av Mueller 1923. Leptothorax sordidulus ingår i släktet smalmyror, och familjen myror.

## Underarter
Arten delas in i följande underarter:
- L. s. sordidulus
- L. s. tergestinus